# Oleśnica (gmina, Sainte-Croix)
Oleśnica est une gmina rurale du powiat de Staszów, Sainte-Croix, dans le centre-sud de la Pologne. Son siège est le village d'Oleśnica, qui se situe environ 15 km au sud-ouest de Staszów et 58 km au sud-est de la capitale régionale Kielce.
La gmina couvre une superficie de 53,38 km2 pour une population de 3 891 habitants.

## Géographie
La gmina inclut les villages de Borzymów, Brody, Bydłowa, Kępie, Oleśnica, Pieczonogi, Podlesie, Strzelce, Sufczyce, Wojnów et Wólka Oleśnicka.
La gmina borde les gminy de Łubnice, Pacanów, Rytwiany, Stopnica et Tuczępy.